# Ensdorf (Sarre)
Pour les articles homonymes, voir Ensdorf.
Ensdorf (fr.: Enstroff) est une commune de l'arrondissement de Sarrelouis, en Sarre. Elle est connue pour sa mine de charbon (fermée en 2012) et sa centrale à charbon (arrêtée en 2017), sur le site de laquelle se construit une usine de puces électroniques.

## Histoire
Ancienne localité des Trois-Évêchés et du bailliage de Sarrelouis en 1789, Enstroff était chef-lieu de commune dans le canton français de Sarrelouis, puis fut réuni à Listroff (Lisdorf) par décret du 19 avril 1811 et enfin cédé par la France à la Prusse en 1815.

## Administration
- 1956 - 1960 Josef Becker †, CDU
- 1982 - 1996 Alfons Schorr †, CDU
- depuis 1996 : Thomas Hartz, CDU

#### Édifices religieux

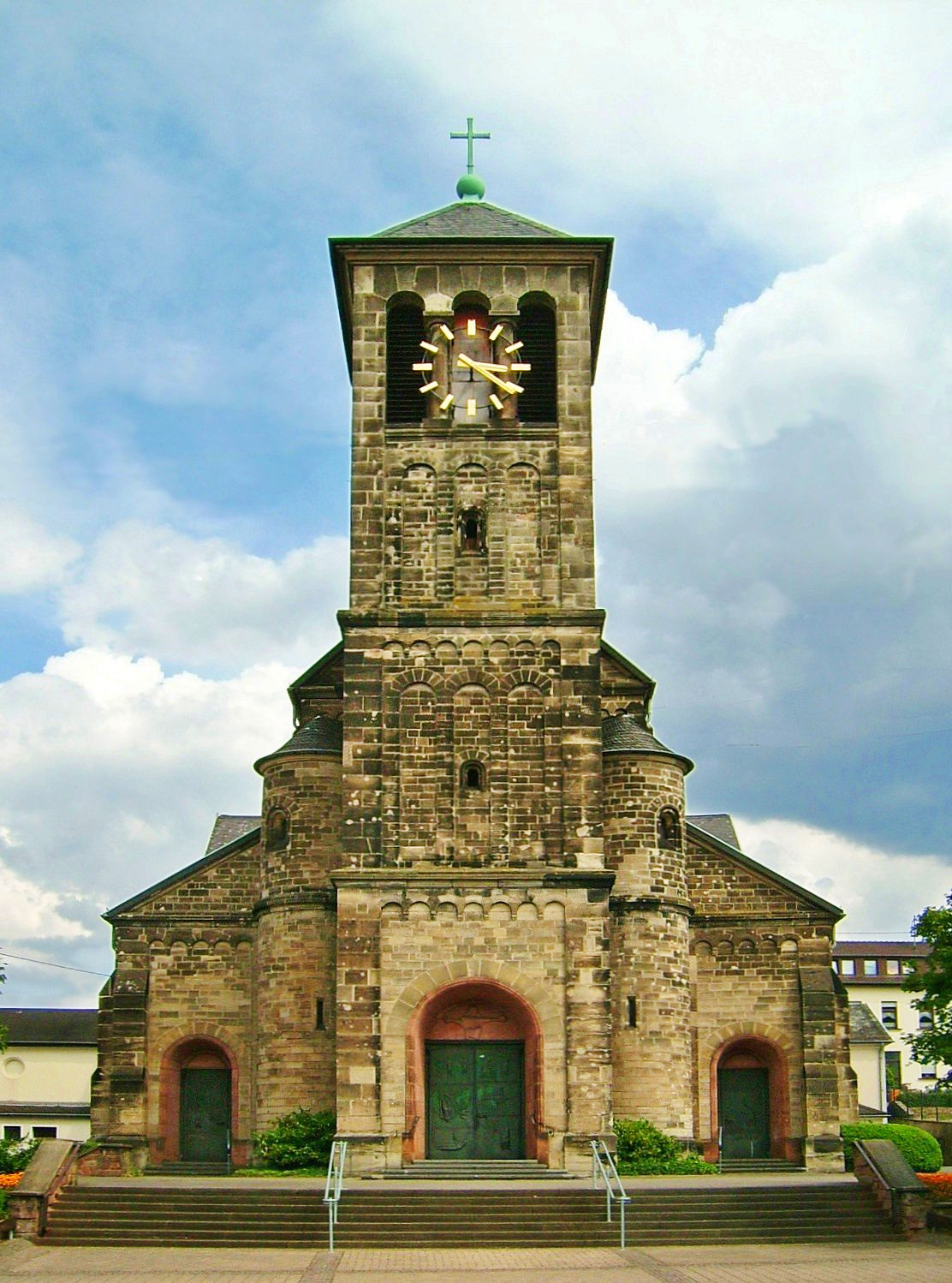
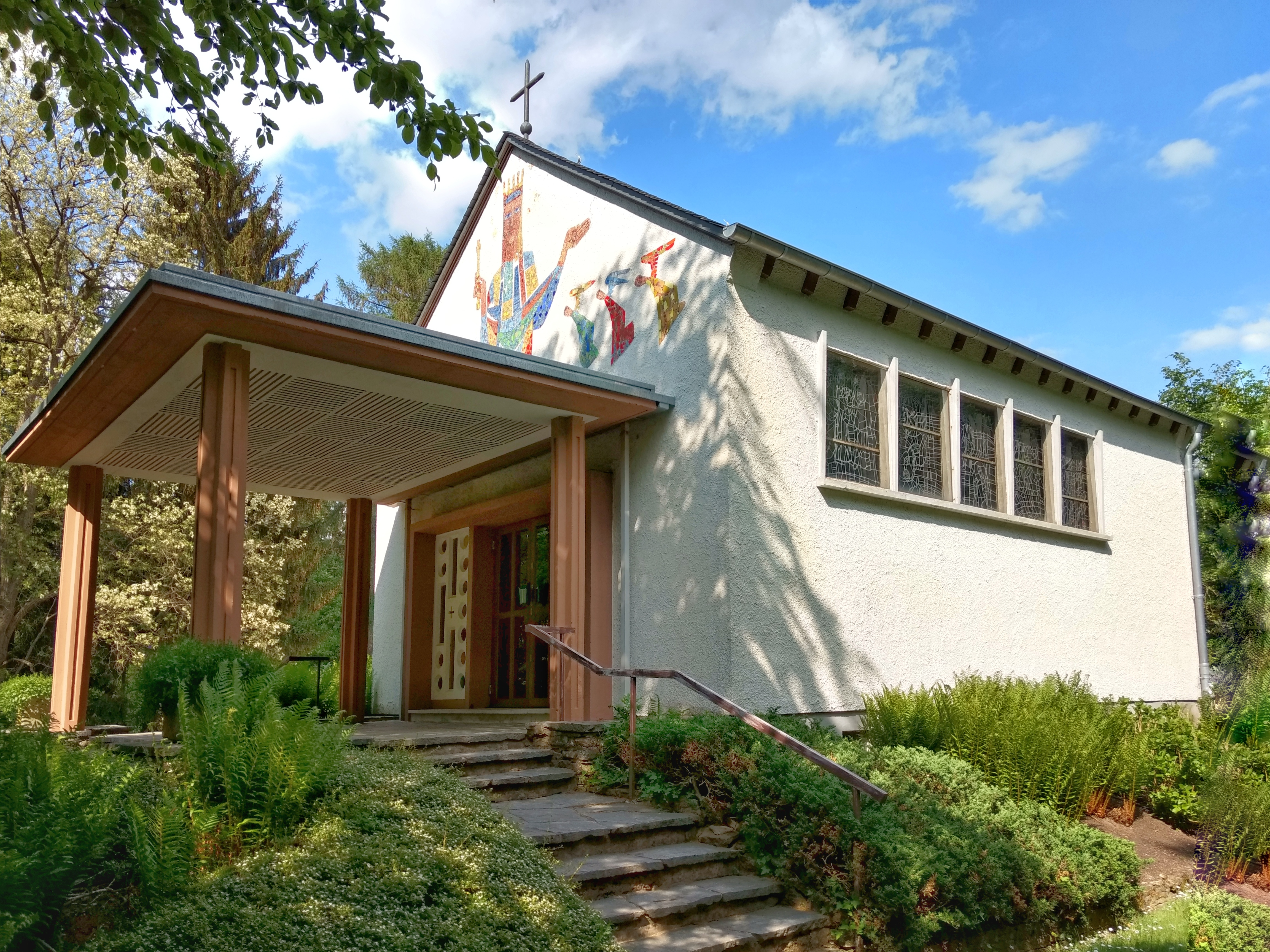
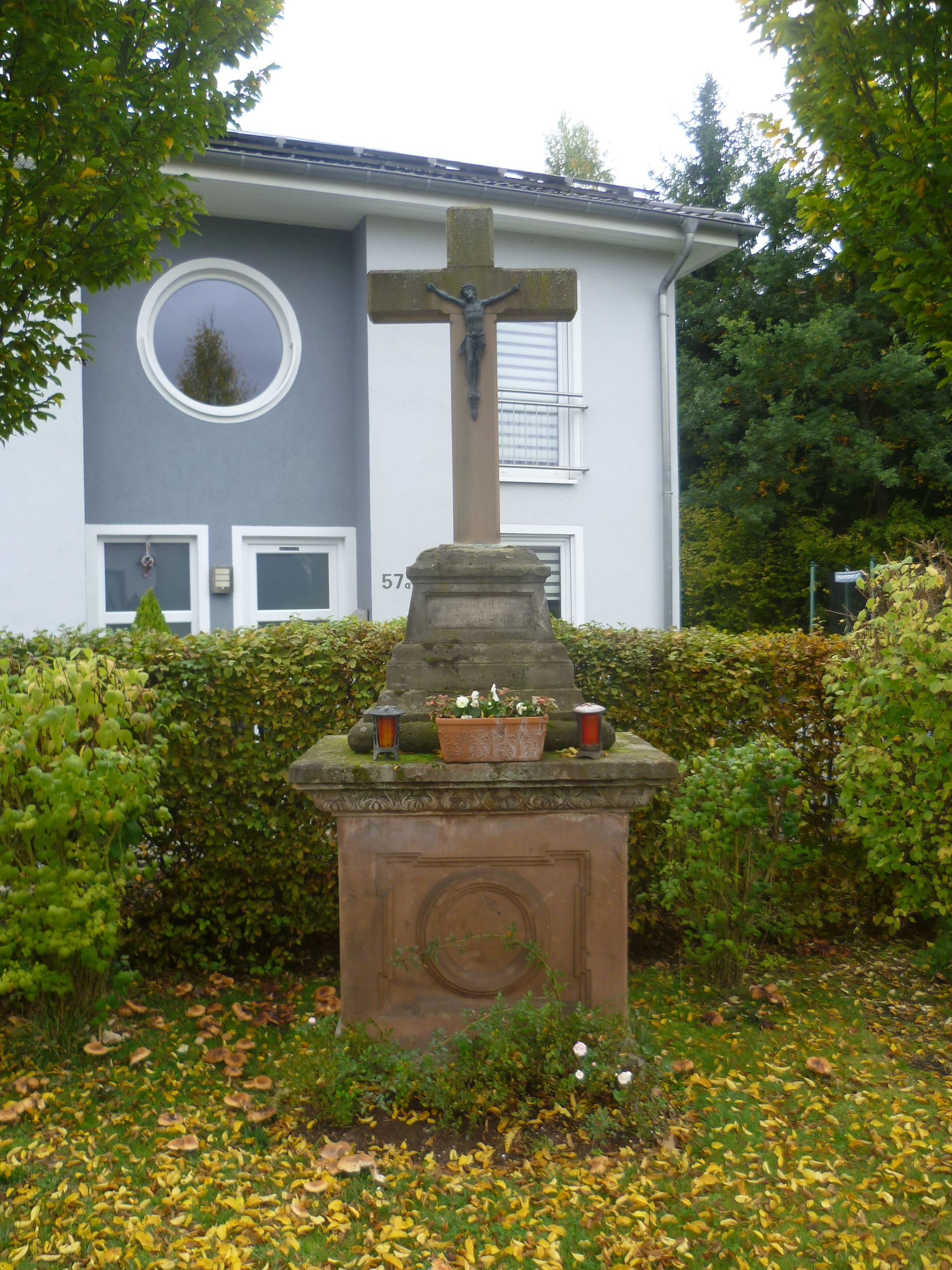

## Jumelages
- Ensdorf (Bavière)
- Hallines (France)
- Wizernes (France)

## Culture locale et patrimoine

### Lieux et monuments

#### Édifices civils

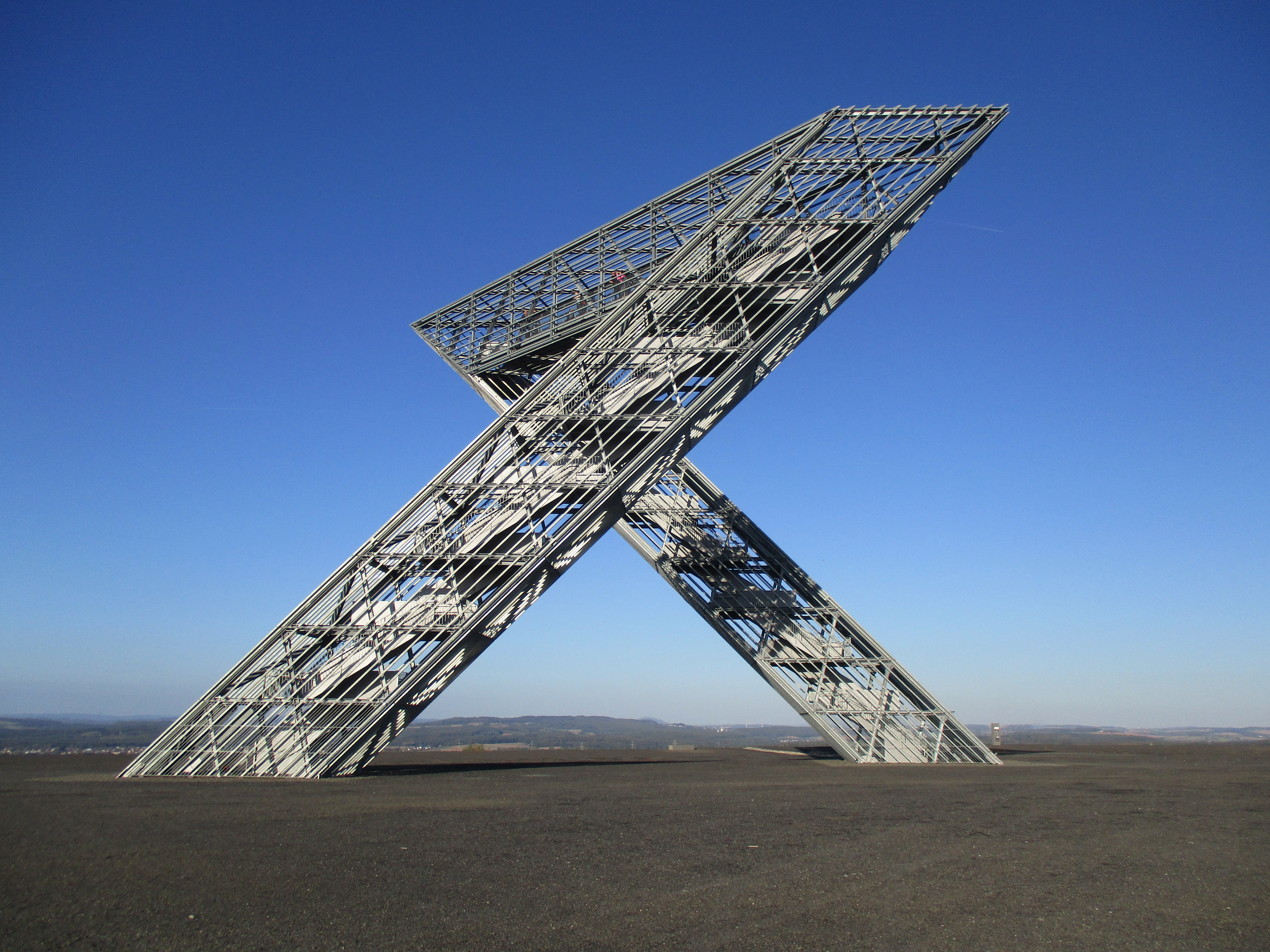
SaarPolygon
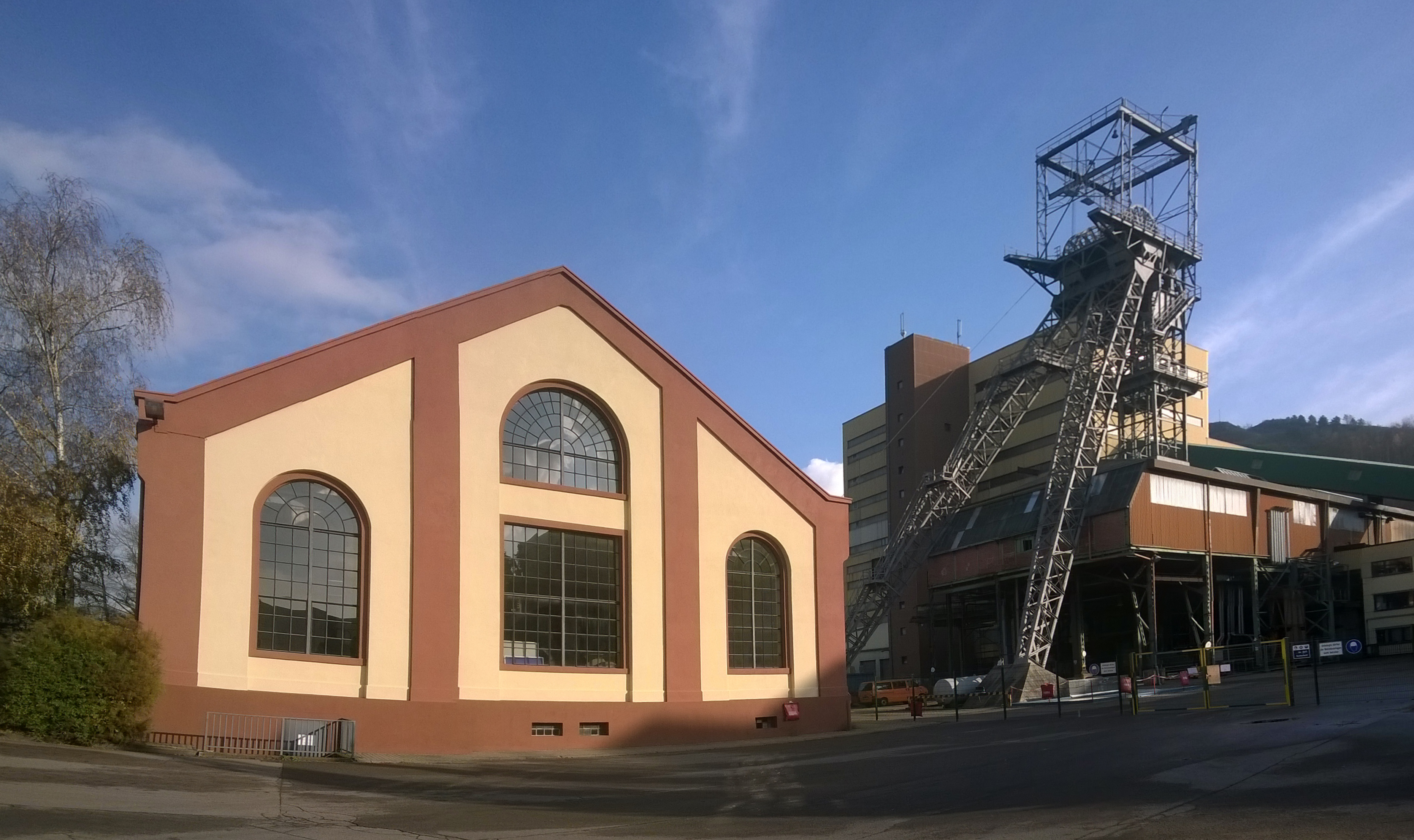
Mine de charbon d'Ensdorf (Sarre)
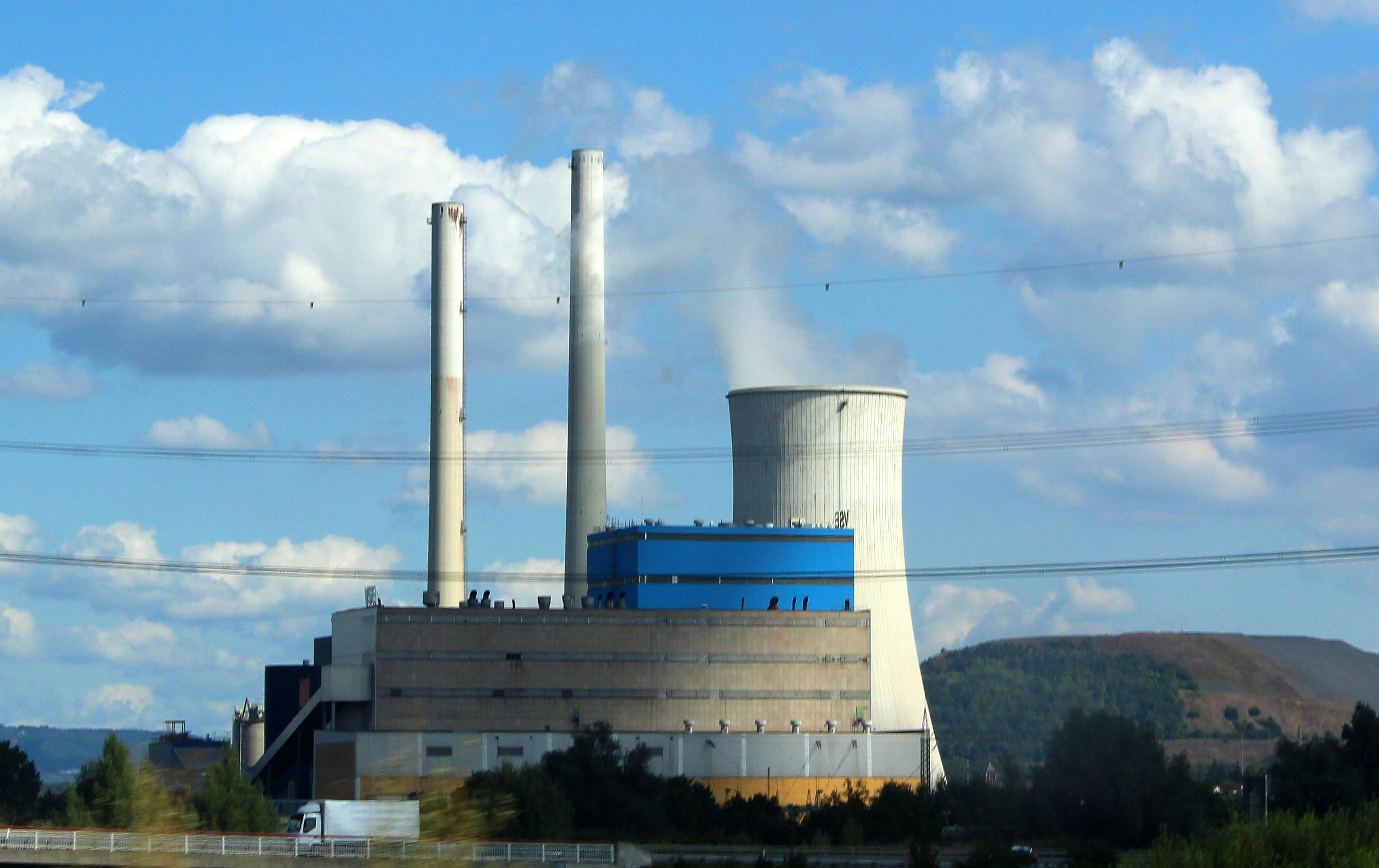
Centrale à charbon d'Ensdorf

## Économie
Si le charbon est exploité artisanalement à Ensdorf depuis la fin du XIVe siècle, la mine moderne date du début du XIXe siècle, le premier puits (puits Schwalbach) étant creusé en 1826. La mine cesse toute activité en juin 2012.
Ensdorf abritait depuis 1961 une centrale à charbon. Le projet d'adjonction d'un double bloc à la houille a été rejeté par référendum en novembre 2007. La centrale a définitivement été mise à l’arrêt le 19 décembre 2017.
Le 1er février 2023, l’équipementier automobile allemand ZF (dans le top 10 du secteur) annonce investir dans une usine de puces électroniques, que projette l’américain Wolfspeed à Ensdorf sur le site de l'ancienne centrale. À terme, le projet est d'y fabriquer des semi-conducteurs en carbure de silicium, permet de consommer moins d’énergie et de recharger la batterie plus rapidement que le silicium classique.